# Neuhochstadt
Neuhochstadt ist ein Ortsteil der Gemeinde Weßling im oberbayerischen Landkreis Starnberg.

## Lage
Die Siedlung liegt circa 1,5 Kilometer südöstlich von Weßling im Wald. Direkt westlich des Ortes fließt der Obere Aubach durch ein ehemaliges Kalkmoor.

## Geschichte
Neuhochstadt entstand ab Mitte des 20. Jahrhunderts als Ortsteil der damaligen Gemeinde Hochstadt. Im Zuge der Gemeindegebietsreform wurde es am 1. Januar 1972 zusammen mit seinem Hauptort nach Weßling eingemeindet.